# فابریزیو پراتیکو
فابریزیو پراتیکو (انگلیسی: Fabrizio Pratticò؛ زادهٔ ۲۵ مهٔ ۱۹۹۰) بازیکن فوتبال اهل ایتالیا است.
از باشگاه‌هایی که در آن بازی کرده‌است می‌توان به باشگاه فوتبال رجینا، باشگاه فوتبال سورنتو کالچو، و باشگاه فوتبال روبور سیه‌نا اشاره کرد.